# Werner-von-Linde-Halle

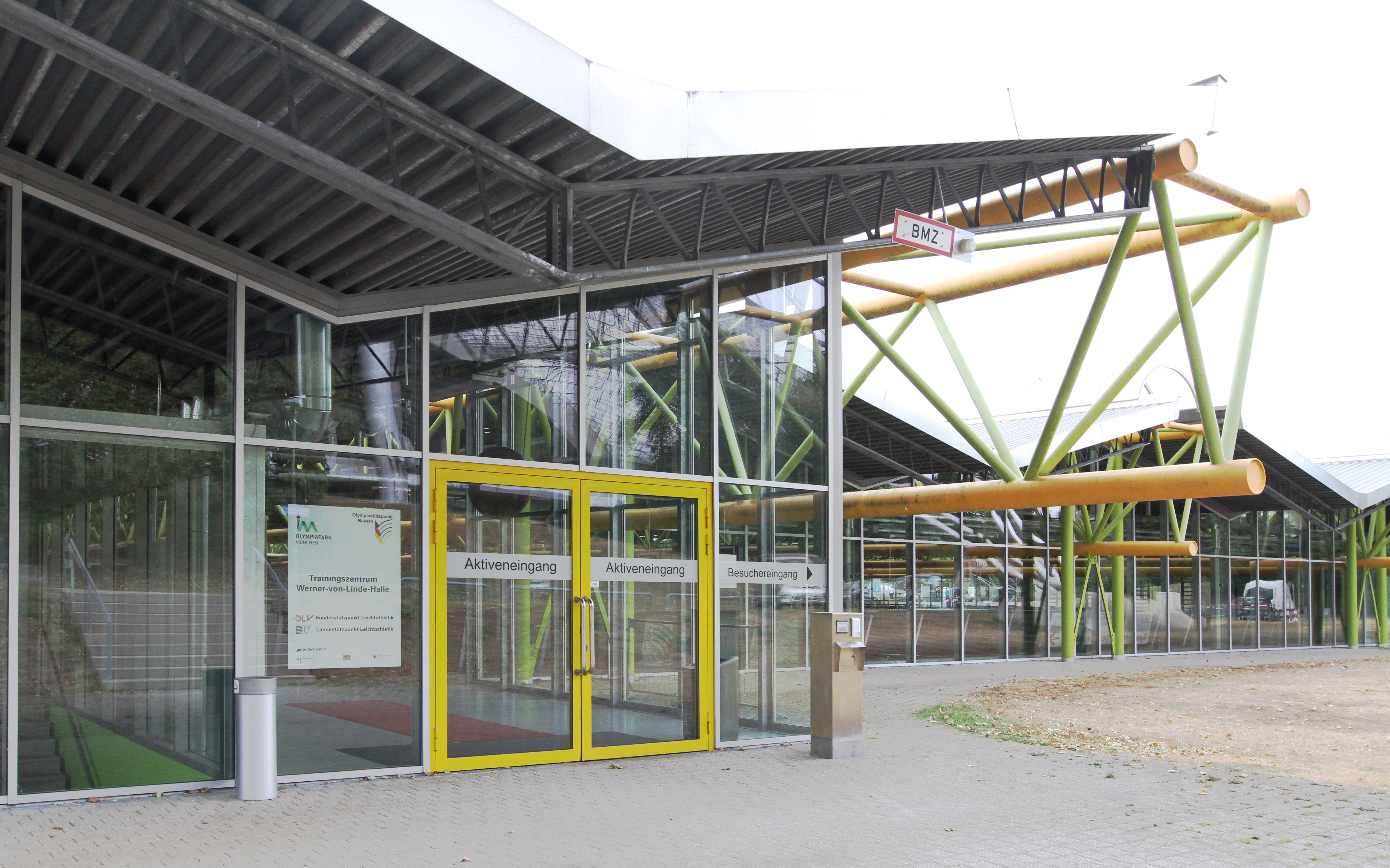
Werner-von-Linde-Halle in München, Olympiapark

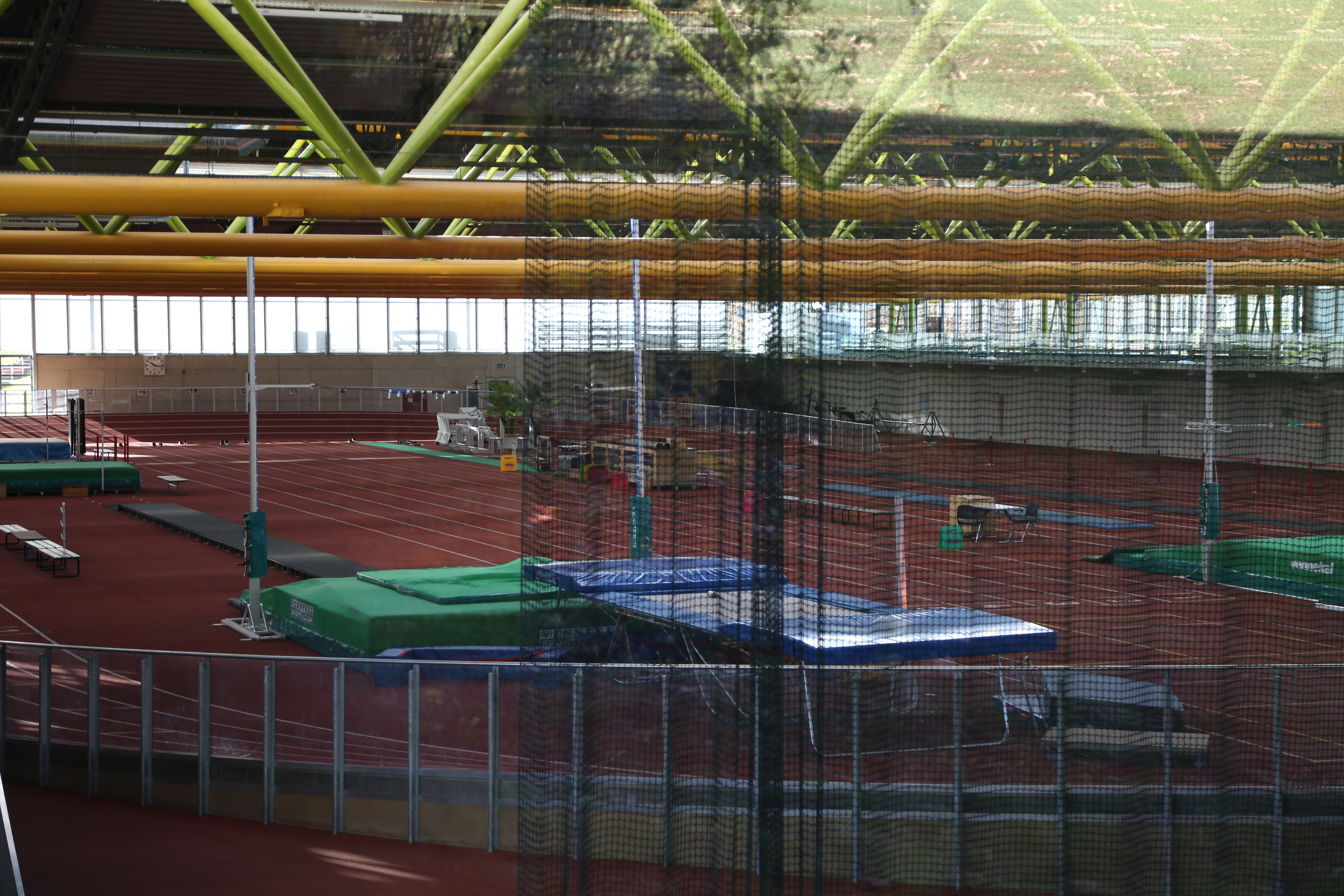
Innenansicht

Die Werner-von-Linde-Halle ist Bestandteil des Olympiaparks München. Sie steht in westlicher Richtung hinter dem Olympiastadion und ist mit diesem durch einen unterirdischen Gang verbunden. Sie diente bei den Olympischen Spielen in München als Aufwärmhalle.
Sie ist benannt nach Werner von Linde, einem der wesentlichen Initiatoren für ein Groß-Stadion und die Olympischen Spiele in München.
Ursprünglich hatte die Anlage eine Ausdehnung von 95 m × 50 m bei einer Hallennutzfläche von 5200 m². Die 200-m-Rundbahn hatte deutlich stärker überhöhte Kurven, als dies in anderen Hallen üblich ist, damit die olympischen Sprinter beim Training und Aufwärmen die engen Hallenkurven mit voller Sprintgeschwindigkeit durchlaufen konnten. Nach längerem Umbau wurde die Halle am 20. Januar 2007 neu eröffnet. Sie überdeckt nun 110 m × 55 m mit einer Hallennutzfläche von 7900 m², die lichte Raumhöhe blieb unverändert bei 5,50 m bzw. 8,50 m. Die Kurvenüberhöhung der Rundbahn wurde auf normale Maße reduziert. Die Halle verfügt seit dem Umbau über 8×60-m-Sprintbahnen, eine 110-m-Sprintbahn mit 20 m Auslauf, sowie Anlagen für Weit- und Dreisprung, Hochsprung, Stabhochsprung, Diskuswurf und Kugelstoßen. Sie bietet auf einer Tribüne 300 Zuschauern Platz. Dort finden Leichtathletik-Wettkämpfe und Ausstellungen statt. Ferner trainieren Leichtathleten des Breiten- und Spitzensports.
Gesamtkosten (ohne Dach): ca. 42 Millionen Euro; Werner-von-Linde-Halle: ca. 3 Millionen Euro.
Die 14 Tennisplätze zwischen dem Sportplatz und der Parkharfe wurden erst 1978 gebaut.
In der Halle trainiert der Olympiastützpunkt Bayern.